# Heliura flava
Heliura flava là một loài bướm đêm thuộc phân họ Arctiinae, họ Erebidae.